# میر (ایندیانا)
میر (به انگلیسی: Mier) یک منطقهٔ مسکونی در ایالات متحده آمریکا است که در ایندیانا واقع شده‌است. میر ۰٫۶ کیلومتر مربع مساحت و ۷۸ نفر جمعیت دارد و ۲۴۹٫۹۴ متر بالاتر از سطح دریا واقع شده‌است.